# Laurent Rossi
Laurent Rossi (Córcega; 1975) era el director ejecutivo de Automobiles Alpine y de Alpine F1 Team. Con el nombre de Alpine uniéndose a la grilla de Fórmula 1 antes de la temporada 2021 del Campeonato Mundial de Fórmula 1 de la FIA, Rossi fue nombrado director ejecutivo de Alpine.

## Primeros años
Rossi tiene una Maestría en Ciencias en Mecánica de Fluidos de ENSEEIHT (Toulouse) y una Maestría en Ciencias en Ingeniería Mecánica/Motores Automotrices y Productos Petrolíferos de la Escuela IFP (París).

## Carrera
Rossi comenzó su carrera en 2000 en Renault, en el departamento de sistemas de propulsión, gestionando proyectos de puesta a punto y calibración de motores de gasolina, como motores de inyección directa, motores sobrealimentados y conceptos híbridos. En 2009, tras obtener un MBA de la Escuela de negocios Harvard, fue contratado por Boston Consulting Group, donde trabajó en la oficina de Nueva York como experto en automoción. En 2012, Rossi decidió buscar un nuevo desafío y se unió a Google, donde estuvo a cargo de desarrollar relaciones comerciales con cuentas clave en la industria automotriz. Luego regresó a Renault en 2018, inicialmente como Vicepresidente de Organización Estratégica antes de convertirse en Director de Estrategia y Desarrollo Comercial del Grupo Renault.

## Alpine
Tras la sorpresiva partida de Cyril Abiteboul, Rossi fue nombrado director general de Alpine en enero de 2021, reportando directamente a Luca de Meo, director general de Renault. Su primera temporada con Alpine estuvo destacada por la victoria de Esteban Ocon en Hungría y el podio de Fernando Alonso en Catar, y una quinta posición en el Campeonato de Constructores ante AlphaTauri.